# Icam Strasbourg-Europe
Pour les articles homonymes, voir ECAM et Arts et métiers.
L'Icam Strasbourg-Europe ou Icam, site de Strasbourg-Europe, anciennement ECAM Strasbourg-Europe, est l'une des 205 écoles d'ingénieurs françaises accréditées au 1er septembre 2019 à délivrer un diplôme d'ingénieur.
L’École catholique des arts et métiers Strasbourg-Europe a été fondée à Schiltigheim en 2009 avec le concours des écoles du groupe ECAM. En juin 2022, l'école rejoint le groupe des écoles de l'Institut catholique d'arts et métiers (Icam).

## Localisation
Depuis octobre 2012, l'école est installée à l’Espace européen de l'entreprise à Schiltigheim, relié par autobus au centre de Strasbourg.

## Histoire
L'ECAM Strasbourg-Europe a été créée en 2009 à l’initiative des collectivités locales et des entreprises de la région Alsace et avec le soutien du groupe ECAM. Elle est alors la quatrième école du groupe,.
En juin 2022, l'Icam annonce dans un communiqué de presse que l'école d'ingénieurs ECAM Strasbourg-Europe et le groupe Icam se rapprochent. L'ECAM Strasbourg-Europe s'intitule désormais : Icam, site de Strasbourg-Europe et devient le septième site de l'Icam en France. Ce rapprochement avec l'Icam fait suite à la fin du partenariat entre le groupe ECAM et l'ECAM Strasbourg-Europe.

## Formation
Cette école est habilitée le 6 juillet 2010 par la Commission des titres d'ingénieurs à décerner le diplôme d'« Ingénieur diplômé de l’ECAM Strasbourg-Europe », habilitation renouvelée en septembre 2016. Les premiers ingénieurs ECAM Strasbourg-Europe ont été diplômés le 15 novembre 2014 en présence du parrain de la promotion Jean-Louis Debré.
L'Icam, site de Strasbourg-Europe est associée à la classe préparatoire du Collège Saint-Étienne et à celle du lycée Jean XXIII de Montigny-lès-Metz.
L'école forme des promotions de 120 ingénieurs (données 2018-2019).
En 2022, l'école accueille 550 étudiants.

## Le bâtiment

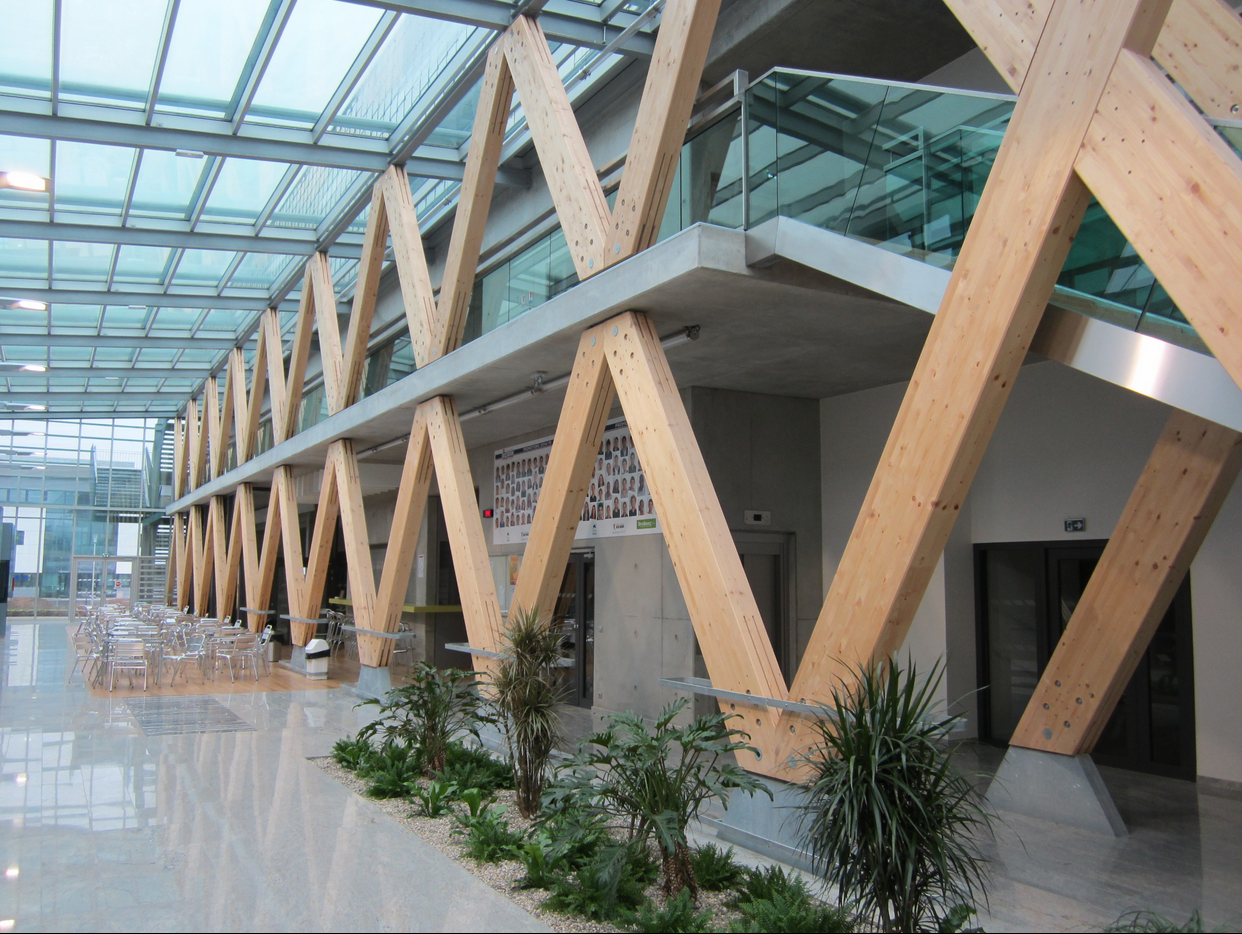
Architecture intérieure de l'Icam Strasbourg-Europe avec une structure en bois.

Le bâtiment a une ossature en bois. Sa réalisation est l’œuvre de l'architecte Pierre Valantin du cabinet ARXarchitecture,. 
Bâtiment de basse consommation (48,5 kWh/m2), il bénéficie du label national « Bâtiment démonstrateur » par le Pôle Alsace Énergivie.